# 黄金中
黄金中，满族，中国男高音歌唱家，国家一级演员，出生于甘肃天水，祖籍湖北。早年曾当过插队知青，全国高考恢复之后开始报考艺术院校。1982年考入西北民族学院（今西北民族大学）艺术系，学习民族唱法。毕业后，他被分配至甘肃省歌剧团，凭借优异的唱功和演技成为甘肃当红演员及歌手。1989年参加首届“海峡同乐杯”全国优秀民歌演唱电视大奖赛，凭借《翻山越岭走秦州》获得国家级声乐比赛最高奖项。1992年至1994年，夺得第五、六届全国青年歌手电视大奖赛甘肃赛区民族唱法第一名。1998年，黄金中调离甘肃省歌剧团，从事西北民族学院声乐表演和音乐教学工作。2000年赴中央音乐学院进修，并成功考取硕士学位。2009年，由于四川师范大学推出引进高端人才政策，黄金中调入四川成都担任该校教授。
有一子黄子弘凡。